# Herrera de los Navarros
Herrera de los Navarros (aragónul Ferrera de los Navarros) település Spanyolországban,  Zaragoza tartományban. Herrera de los Navarros Azuara, Villar de los Navarros, Nogueras, Luesma, Vistabella de Huerva, Aladrén, Tosos és Aguilón községekkel határos. Lakosainak száma 504 fő (2024).

## Népesség
A település népessége az utóbbi években az alábbiak szerint változott:
| Lakosok száma | 614  | 634  | 648  | 630  | 576  | 565  | 526  | 506  | 523  | 504  |
|               | 2001 | 2004 | 2007 | 2009 | 2012 | 2014 | 2017 | 2019 | 2022 | 2024 |